# Championnat d'Israël de football 1978-1979
Navigation
Championnat d'Israël 1977-1978 Championnat d'Israël 1979-1980
Le Championnat d'Israël de football 1978-1979 est la 27e édition de ce championnat.

## Classement[1]
| Rang | Équipe                  | Pts | J  | G  | N  | P  | Bp | Bc | Diff |
| ---- | ----------------------- | --- | -- | -- | -- | -- | -- | -- | ---- |
| 1    | Maccabi Tel-Aviv        | 44  | 30 | 18 | 8  | 4  | 47 | 16 | +31  |
| 2    | Betar Jérusalem         | 40  | 30 | 14 | 12 | 4  | 50 | 23 | +27  |
| 3    | Maccabi Netanya         | 36  | 30 | 12 | 12 | 6  | 47 | 33 | +14  |
| 4    | Bnei Yehoudah           | 33  | 30 | 8  | 17 | 5  | 28 | 21 | +7   |
| 5    | Hapoël Haïfa            | 31  | 30 | 9  | 13 | 8  | 27 | 24 | +3   |
| 6    | Hapoël Tel-Aviv         | 31  | 30 | 9  | 13 | 8  | 27 | 30 | -3   |
| 7    | Maccabi Jaffa           | 31  | 30 | 12 | 7  | 11 | 38 | 42 | -4   |
| 8    | Hapoël Yehud            | 29  | 30 | 8  | 13 | 9  | 25 | 25 | 0    |
| 9    | Hapoël Beer-Sheva       | 29  | 30 | 9  | 11 | 10 | 31 | 33 | -2   |
| 10   | Hapoël Kfar Sabah       | 29  | 30 | 9  | 11 | 10 | 38 | 41 | -3   |
| 11   | Beitar Tel-Aviv         | 27  | 30 | 8  | 11 | 11 | 30 | 30 | 0    |
| 12   | Shimshon Tel-Aviv       | 27  | 30 | 8  | 11 | 11 | 30 | 35 | -5   |
| 13   | Maccabi Petah-Tikvah    | 27  | 30 | 10 | 7  | 13 | 25 | 46 | -21  |
| 14   | Hapoël Hadera           | 25  | 30 | 10 | 5  | 15 | 35 | 44 | -9   |
| 15   | Hapoël Jérusalem FC     | 23  | 30 | 5  | 13 | 12 | 18 | 26 | -8   |
| 16   | Hapoël Rishon LeZion -2 | 16  | 30 | 4  | 10 | 16 | 19 | 46 | -27  |

|  | Champion |
|  | Relégué  |

## Bilan de la saison
| Tableau d'Honneur                |                  |
| Compétition                      | Vainqueur        |
| Championnat d'Israël de football | Maccabi Tel-Aviv |
| Coupe d'Israël de football       | Betar Jérusalem  |

| Promotions et relégations |                                                                  |
| Relégués en Liga Leumit   | Hapoël Hadera Hapoël Jérusalem FC Hapoël Rishon LeZion           |
| Promus en Ligat ha'Al     | Hakoah Amidar Ramat Gan Maccabi Ramat Amidar Hapoël Petah-Tikvah |